# Meghan Trainor/Auszeichnungen für Musikverkäufe

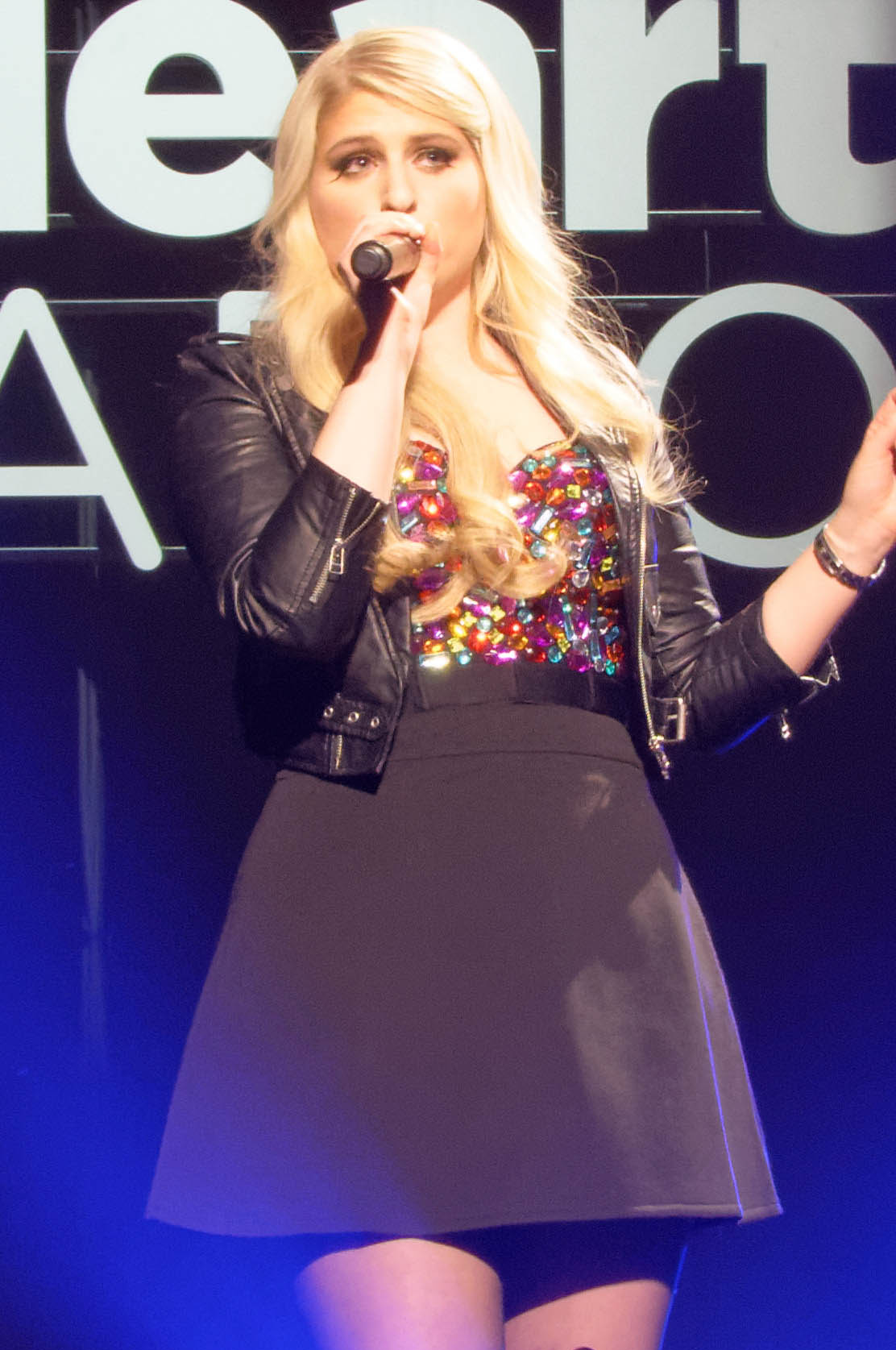
Meghan Trainor (2014)

Dies ist eine Übersicht über die Auszeichnungen für Musikverkäufe der US-amerikanischen Pop-Sängerin Meghan Trainor. Die Auszeichnungen finden sich nach ihrer Art (Gold, Platin usw.), nach Staaten getrennt in chronologischer Reihenfolge, geordnet sowie nach den Tonträgern selbst, ebenfalls in chronologischer Reihenfolge, getrennt nach Medium (Alben, Singles usw.), wieder.

## Auszeichnungen
| - Vereinigtes Königreich - 2020: für das Album Thank You - 2020: für das Lied I’ll Be Home - 2020: für die Autorenbeteiligung Ain’t Your Mama (Jennifer Lopez) - 2021: für das Lied Baby, It’s Cold Outside - 2023: für die Single No Excuses - 2024: für die Single Mother - Australien - 2016: für das Album Thank You - 2019: für die Single Just Got Paid - 2023: für das Lied I’ll Be Home - 2023: für die Single I’m a Lady - Belgien - 2016: für die Single NO - 2016: für die Single Marvin Gaye - 2023: für die Single Made You Look - Brasilien - 2024: für das Album Takin’ It Back - 2024: für das Album Thank You - 2024: für die Single Hey DJ (Remix) - 2024: für die Single No Excuses - 2024: für die Single Just Got Paid - Dänemark - 2015: für die Single Lips Are Movin - 2018: für die Single NO - 2021: für die Single Better When I’m Dancin’ - 2021: für das Album Thank You - 2021: für die Single Me Too - 2025: für das Album Takin’ It Back - Deutschland - 2015: für die Single Lips Are Movin - 2016: für die Single NO - 2022: für das Lied I’ll Be Home - 2023: für das Album Title - 2023: für die Single Dear Future Husband - 2023: für die Single Me Too - Frankreich - 2023: für die Single Me Too - 2023: für die Single Made You Look - 2024: für die Single NO - Italien - 2015: für die Single Lips Are Movin - 2016: für die Single NO - 2017: für die Single Like I’m Gonna Lose You - 2019: für die Single Hey DJ (Remix) - Kanada - 2016: für die Autorenbeteiligung Sledgehammer (Fifth Harmony) - 2019: für das Lied Title - 2024: für die Single Mother - Neuseeland - 2016: für die Single NO - 2016: für die Single Boys Like You - 2019: für die Single Just Got Paid - 2023: für das Album Takin’ It Back - Niederlande - 2015: für das Album Title - Österreich - 2016: Für die Single Marvin Gaye - 2016: für die Autorenbeteiligung Ain’t Your Mama (Jennifer Lopez) - Polen - 2017: für die Single Better When I’m Dancin’ - 2019: für die Single Just Got Paid - 2023: für das Album Thank You - Portugal - 2022: für die Single Marvin Gaye - 2023: für die Single Made You Look - Schweden - 2016: für die Autorenbeteiligung Sledgehammer (Fifth Harmony) - 2018: für das Lied I’ll Be Home - 2018: für die Single Better When I’m Dancin’ - 2018: für die Single Me Too - 2023: für die Single Made You Look - Spanien - 2015: für die Single Dear Future Husband - 2024: für die Single Hey DJ (Remix) - 2024: für die Single Like I’m Gonna Lose You - 2024: für die Single Me Too - Südafrika - 2014: für die Single All About That Bass - Vereinigte Staaten - 2016: für die Autorenbeteiligung Ain’t Your Mama (Jennifer Lopez) - Vereinigtes Königreich - 2023: für die Single Me Too - 2023: für die Single Better When I’m Dancin’ | - Australien - 2022: für die Autorenbeteiligung Ain’t Your Mama (Jennifer Lopez) - 2023: für die Single No Excuses - 2023: für das Lied Title - Belgien - 2016: für die Single All About That Bass - Brasilien - 2024: für die Single Better When I’m Dancin’ - Dänemark - 2014: für das Streaming All About That Bass - 2016: für die Single Marvin Gaye - 2019: für die Autorenbeteiligung Ain’t Your Mama (Jennifer Lopez) - 2020: für die Single Like I’m Gonna Lose You - 2022: für das Lied I’ll Be Home - 2023: für die Single Dear Future Husband - 2024: für die Single Made You Look - Deutschland - 2016: für die Autorenbeteiligung Ain’t Your Mama (Jennifer Lopez) - 2023: für die Single Marvin Gaye - Frankreich - 2024: für die Single Hey DJ (Remix) - Italien - 2024: für die Single Made You Look - Kanada - 2017: für das Album Thank You - 2018: für die Single No Excuses - 2022: für die Single Just Got Paid - Mexiko - 2017: für die Single Lips Are Movin - 2019: für die Autorenbeteiligung Ain’t Your Mama (Jennifer Lopez) - Neuseeland - 2015: für das Lied Title - 2020: für die Single Me Too - 2023: für die Single Made You Look - 2024: für das Album Thank You - Norwegen - 2016: für die Single Marvin Gaye - 2023: für die Single Made You Look - Österreich - 2015: für die Single All About That Bass - 2023: für die Single Made You Look - Polen - 2023: für die Single Marvin Gaye - 2023: für die Single Made You Look - 2023: für die Single Me Too - Portugal - 2019: für die Autorenbeteiligung Ain’t Your Mama (Jennifer Lopez) - 2022: für die Single Hey DJ (Remix) - Schweden - 2016: für das Album Title - 2016: für die Single Dear Future Husband - 2018: für die Single Like I’m Gonna Lose You - 2018: für die Single NO - Schweiz - 2014: für die Single All About That Bass - 2016: für die Single Marvin Gaye - 2023: für die Single Made You Look - Spanien - 2014: für das Streaming All About That Bass - 2015: für die Single Marvin Gaye - 2015: für die Single Lips Are Movin - 2016: für die Single NO - 2024: für die Single Made You Look - Vereinigte Staaten - 2015: für die Autorenbeteiligung Sledgehammer (Fifth Harmony) - 2017: für die Single Better When I’m Dancin’ - 2018: für das Album Thank You - 2018: für die Single No Excuses - Vereinigtes Königreich - 2016: für das Album Title - 2019: für die Single Lips Are Movin - 2020: für die Single Just Got Paid - 2021: für die Single Dear Future Husband - 2023: für die Single Like I’m Gonna Lose You - 2023: für die Single NO - 2023: für die Single Made You Look - Deutschland - 2023: für die Single All About That Bass - Mexiko - 2020: für die Single NO - 2022: für die Single Dear Future Husband - 2022: für das Album Title - 2022: für die Single Me Too | - Brasilien - 2024: für das Album Title - 2024: für die Single Dear Future Husband - 2024: für die Single Me Too - Dänemark - 2016: für die Single All About That Bass - 2023: für das Album Title - Italien - 2015: für die Single All About That Bass - 2019: für die Autorenbeteiligung Ain’t Your Mama (Jennifer Lopez) - Neuseeland - 2016: für die Single Lips Are Movin - 2023: für die Single Dear Future Husband - 2024: für die Single Better When I’m Dancin’ - Polen - 2016: für das Album Title - 2017: für die Single Like I’m Gonna Lose You - 2017: für die Single NO - Schweden - 2016: für die Single Marvin Gaye - 2016: für die Single Lips Are Movin - Spanien - 2015: für die Single All About That Bass - Ungarn - 2023: für die Single Made You Look - Vereinigte Staaten - 2016: für die Single NO - Vereinigtes Königreich - 2023: für die Single Marvin Gaye - Australien - 2022: für das Album Title - 2023: für die Single Made You Look - Brasilien - 2024: für die Single Lips Are Movin - Italien - 2017: für die Single Marvin Gaye - Kanada - 2018: für die Single NO - 2018: für die Single Marvin Gaye - 2019: für das Album Title - 2019: für die Single Lips Are Movin - 2020: für die Single Dear Future Husband - Mexiko - 2023: für die Single Like I’m Gonna Lose You - Neuseeland - 2022: für die Single Marvin Gaye - Norwegen - 2015: für die Single All About That Bass - Spanien - 2016: für die Autorenbeteiligung Ain’t Your Mama (Jennifer Lopez) - Vereinigte Staaten - 2016: für das Album Title - 2017: für die Single Dear Future Husband - 2018: für die Single Me Too - Vereinigtes Königreich - 2023: für die Single All About That Bass - Australien - 2022: für die Single Marvin Gaye - 2023: für die Single Better When I’m Dancin’ - 2023: für die Single NO - Kanada - 2024: für die Single Made You Look - Mexiko - 2021: für die Single All About That Bass - Neuseeland - 2015: für die Single All About That Bass - Vereinigte Staaten - 2015: für die Single Lips Are Movin - 2017: für die Single Like I’m Gonna Lose You - 2022: für die Single Marvin Gaye - Australien - 2023: für die Single Dear Future Husband - 2023: für die Single Lips Are Movin - Kanada - 2019: für die Single Like I’m Gonna Lose You - Neuseeland - 2024: für das Album Title - Schweden - 2016: für die Single All About That Bass - Australien - 2023: für die Single Me Too - Kanada - 2024: für die Single Me Too - Neuseeland - 2025: für die Single Like I’m Gonna Lose You - Australien - 2023: für die Single Like I’m Gonna Lose You - Kanada - 2018: für die Single All About That Bass - Australien - 2023: für die Single All About That Bass - Brasilien - 2024: für die Single Made You Look - 2024: für die Single NO - 2024: für die Single Like I’m Gonna Lose You - Frankreich - 2017: für die Autorenbeteiligung Ain’t Your Mama (Jennifer Lopez) - Polen - 2016: für die Autorenbeteiligung Ain’t Your Mama (Jennifer Lopez) - Vereinigte Staaten - 2018: für die Single All About That Bass - Brasilien - 2024: für die Single All About That Bass |

## Auszeichnungen nach Alben

### Title (EP)
| Land/Region               | Auszeichnungen für Musikverkäufe (Land/Region, Auszeichnung, Verkäufe) | Verkäufe |
| ------------------------- | ---------------------------------------------------------------------- | -------- |
| Vereinigte Staaten (RIAA) | —                                                                      | 171.000  |
| Insgesamt                 | —                                                                      | 171.000  |

### Title
| Land/Region                  | Auszeichnungen für Musikverkäufe (Land/Region, Auszeichnung, Verkäufe) | Verkäufe  |
| ---------------------------- | ---------------------------------------------------------------------- | --------- |
| Australien (ARIA)            | 3× Platin                                                              | 210.000   |
| Brasilien (PMB)              | 2× Platin                                                              | 80.000    |
| Dänemark (IFPI)              | 2× Platin                                                              | 40.000    |
| Deutschland (BVMI)           | Gold                                                                   | 100.000   |
| Kanada (MC)                  | 3× Platin                                                              | 240.000   |
| Mexiko (AMPROFON)            | 3× Gold                                                                | 90.000    |
| Neuseeland (RMNZ)            | 5× Platin                                                              | 75.000    |
| Niederlande (NVPI)           | Gold                                                                   | 20.000    |
| Polen (ZPAV)                 | 2× Platin                                                              | 40.000    |
| Schweden (IFPI)              | Platin                                                                 | 40.000    |
| Vereinigte Staaten (RIAA)    | 3× Platin                                                              | 3.000.000 |
| Vereinigtes Königreich (BPI) | Platin                                                                 | 300.000   |
| Insgesamt                    | 3× Gold · 23× Platin ·                                                 | 4.225.000 |

### Thank You
| Land/Region                  | Auszeichnungen für Musikverkäufe (Land/Region, Auszeichnung, Verkäufe) | Verkäufe  |
| ---------------------------- | ---------------------------------------------------------------------- | --------- |
| Australien (ARIA)            | Gold                                                                   | 35.000    |
| Brasilien (PMB)              | Gold                                                                   | 20.000    |
| Dänemark (IFPI)              | Gold                                                                   | 10.000    |
| Kanada (MC)                  | Platin                                                                 | 80.000    |
| Neuseeland (RMNZ)            | Platin                                                                 | 15.000    |
| Polen (ZPAV)                 | Gold                                                                   | 10.000    |
| Vereinigte Staaten (RIAA)    | Platin                                                                 | 1.000.000 |
| Vereinigtes Königreich (BPI) | Silber                                                                 | 60.000    |
| Insgesamt                    | 1× Silber · 4× Gold · 3× Platin ·                                      | 1.230.000 |

### Takin’ It Back
| Land/Region       | Auszeichnungen für Musikverkäufe (Land/Region, Auszeichnung, Verkäufe) | Verkäufe |
| ----------------- | ---------------------------------------------------------------------- | -------- |
| Brasilien (PMB)   | Gold                                                                   | 20.000   |
| Dänemark (IFPI)   | Gold                                                                   | 10.000   |
| Neuseeland (RMNZ) | Gold                                                                   | 7.500    |
| Insgesamt         | 3× Gold ·                                                              | 37.500   |

## Auszeichnungen nach Singles

### All About That Bass
| Land/Region                  | Auszeichnungen für Musikverkäufe (Land/Region, Auszeichnung, Verkäufe) | Verkäufe   |
| ---------------------------- | ---------------------------------------------------------------------- | ---------- |
| Australien (ARIA)            | 11× Platin                                                             | 770.000    |
| Belgien (BRMA)               | Platin                                                                 | 30.000     |
| Brasilien (PMB)              | 3× Diamant                                                             | 750.000    |
| Dänemark (IFPI)              | 2× Platin                                                              | 120.000    |
| Deutschland (BVMI)           | 3× Gold                                                                | 600.000    |
| Frankreich (SNEP)            | —                                                                      | 54.900     |
| Italien (FIMI)               | 2× Platin                                                              | 100.000    |
| Kanada (MC)                  | 8× Platin                                                              | 640.000    |
| Mexiko (AMPROFON)            | 4× Platin                                                              | 240.000    |
| Neuseeland (RMNZ)            | 4× Platin                                                              | 60.000     |
| Norwegen (IFPI)              | 3× Platin                                                              | 120.000    |
| Österreich (IFPI)            | Platin                                                                 | 30.000     |
| Schweden (IFPI)              | 5× Platin                                                              | 400.000    |
| Schweiz (IFPI)               | Platin                                                                 | 30.000     |
| Spanien (Promusicae)         | 2× Platin                                                              | 80.000     |
| Südafrika (RISA)             | Gold                                                                   | 10.000     |
| Vereinigte Staaten (RIAA)    | Diamant                                                                | 10.000.000 |
| Vereinigtes Königreich (BPI) | 3× Platin                                                              | 1.800.000  |
| Insgesamt                    | 2× Gold · 48× Platin · 4× Diamant ·                                    | 15.834.900 |

### Lips Are Movin
| Land/Region                  | Auszeichnungen für Musikverkäufe (Land/Region, Auszeichnung, Verkäufe) | Verkäufe  |
| ---------------------------- | ---------------------------------------------------------------------- | --------- |
| Australien (ARIA)            | 5× Platin                                                              | 350.000   |
| Brasilien (PMB)              | 3× Platin                                                              | 180.000   |
| Dänemark (IFPI)              | Gold                                                                   | 30.000    |
| Deutschland (BVMI)           | Gold                                                                   | 200.000   |
| Italien (FIMI)               | Gold                                                                   | 25.000    |
| Kanada (MC)                  | 3× Platin                                                              | 240.000   |
| Mexiko (AMPROFON)            | Platin                                                                 | 60.000    |
| Neuseeland (RMNZ)            | 2× Platin                                                              | 30.000    |
| Schweden (IFPI)              | 2× Platin                                                              | 160.000   |
| Spanien (Promusicae)         | Platin                                                                 | 40.000    |
| Vereinigte Staaten (RIAA)    | 4× Platin                                                              | 4.000.000 |
| Vereinigtes Königreich (BPI) | Platin                                                                 | 600.000   |
| Insgesamt                    | 3× Gold · 22× Platin ·                                                 | 5.915.000 |

### Marvin Gaye
| Land/Region                  | Auszeichnungen für Musikverkäufe (Land/Region, Auszeichnung, Verkäufe) | Verkäufe  |
| ---------------------------- | ---------------------------------------------------------------------- | --------- |
| Australien (ARIA)            | 4× Platin                                                              | 280.000   |
| Belgien (BRMA)               | Gold                                                                   | 15.000    |
| Dänemark (IFPI)              | Platin                                                                 | 60.000    |
| Deutschland (BVMI)           | Platin                                                                 | 400.000   |
| Frankreich (SNEP)            | —                                                                      | 66.900    |
| Italien (FIMI)               | 3× Platin                                                              | 150.000   |
| Kanada (MC)                  | 3× Platin                                                              | 240.000   |
| Neuseeland (RMNZ)            | 3× Platin                                                              | 90.000    |
| Norwegen (IFPI)              | Platin                                                                 | 40.000    |
| Österreich (IFPI)            | Gold                                                                   | 15.000    |
| Polen (ZPAV)                 | Platin                                                                 | 50.000    |
| Portugal (AFP)               | Gold                                                                   | 5.000     |
| Schweden (IFPI)              | 2× Platin                                                              | 80.000    |
| Schweiz (IFPI)               | Platin                                                                 | 30.000    |
| Spanien (Promusicae)         | Platin                                                                 | 40.000    |
| Vereinigte Staaten (RIAA)    | 4× Platin                                                              | 4.000.000 |
| Vereinigtes Königreich (BPI) | 2× Platin                                                              | 1.200.000 |
| Insgesamt                    | 3× Gold · 27× Platin ·                                                 | 6.761.900 |

### Dear Future Husband
| Land/Region                  | Auszeichnungen für Musikverkäufe (Land/Region, Auszeichnung, Verkäufe) | Verkäufe  |
| ---------------------------- | ---------------------------------------------------------------------- | --------- |
| Australien (ARIA)            | 5× Platin                                                              | 350.000   |
| Brasilien (PMB)              | 2× Platin                                                              | 120.000   |
| Dänemark (IFPI)              | Platin                                                                 | 90.000    |
| Deutschland (BVMI)           | Gold                                                                   | 200.000   |
| Kanada (MC)                  | 3× Platin                                                              | 240.000   |
| Mexiko (AMPROFON)            | 3× Gold                                                                | 90.000    |
| Neuseeland (RMNZ)            | 2× Platin                                                              | 60.000    |
| Schweden (IFPI)              | Platin                                                                 | 40.000    |
| Spanien (Promusicae)         | Gold                                                                   | 20.000    |
| Vereinigte Staaten (RIAA)    | 3× Platin                                                              | 3.000.000 |
| Vereinigtes Königreich (BPI) | Platin                                                                 | 600.000   |
| Insgesamt                    | 3× Gold · 19× Platin ·                                                 | 4.810.000 |

### Like I’m Gonna Lose You
| Land/Region                  | Auszeichnungen für Musikverkäufe (Land/Region, Auszeichnung, Verkäufe) | Verkäufe  |
| ---------------------------- | ---------------------------------------------------------------------- | --------- |
| Australien (ARIA)            | 8× Platin                                                              | 560.000   |
| Brasilien (PMB)              | Diamant                                                                | 250.000   |
| Dänemark (IFPI)              | Platin                                                                 | 90.000    |
| Italien (FIMI)               | Gold                                                                   | 25.000    |
| Kanada (MC)                  | 5× Platin                                                              | 400.000   |
| Mexiko (AMPROFON)            | 3× Platin                                                              | 180.000   |
| Neuseeland (RMNZ)            | 6× Platin                                                              | 180.000   |
| Polen (ZPAV)                 | 2× Platin                                                              | 40.000    |
| Schweden (IFPI)              | Platin                                                                 | 80.000    |
| Spanien (Promusicae)         | Gold                                                                   | 30.000    |
| Vereinigte Staaten (RIAA)    | 4× Platin                                                              | 4.000.000 |
| Vereinigtes Königreich (BPI) | Platin                                                                 | 600.000   |
| Insgesamt                    | 2× Gold · 31× Platin · 1× Diamant ·                                    | 6.435.000 |

### Boys Like You
| Land/Region       | Auszeichnungen für Musikverkäufe (Land/Region, Auszeichnung, Verkäufe) | Verkäufe |
| ----------------- | ---------------------------------------------------------------------- | -------- |
| Neuseeland (RMNZ) | Gold                                                                   | 7.500    |
| Insgesamt         | 1× Gold ·                                                              | 7.500    |

### Better When I’m Dancin’
| Land/Region                  | Auszeichnungen für Musikverkäufe (Land/Region, Auszeichnung, Verkäufe) | Verkäufe  |
| ---------------------------- | ---------------------------------------------------------------------- | --------- |
| Australien (ARIA)            | 4× Platin                                                              | 280.000   |
| Brasilien (PMB)              | Platin                                                                 | 60.000    |
| Dänemark (IFPI)              | Gold                                                                   | 45.000    |
| Neuseeland (RMNZ)            | 2× Platin                                                              | 60.000    |
| Polen (ZPAV)                 | Gold                                                                   | 10.000    |
| Schweden (IFPI)              | Gold                                                                   | 40.000    |
| Vereinigte Staaten (RIAA)    | Platin                                                                 | 1.000.000 |
| Vereinigtes Königreich (BPI) | Gold                                                                   | 400.000   |
| Insgesamt                    | 4× Gold · 8× Platin ·                                                  | 1.895.000 |

### NO
| Land/Region                  | Auszeichnungen für Musikverkäufe (Land/Region, Auszeichnung, Verkäufe) | Verkäufe  |
| ---------------------------- | ---------------------------------------------------------------------- | --------- |
| Australien (ARIA)            | 4× Platin                                                              | 280.000   |
| Belgien (BRMA)               | Gold                                                                   | 15.000    |
| Brasilien (PMB)              | Diamant                                                                | 250.000   |
| Dänemark (IFPI)              | Gold                                                                   | 45.000    |
| Deutschland (BVMI)           | Gold                                                                   | 200.000   |
| Frankreich (SNEP)            | Gold                                                                   | 100.000   |
| Italien (FIMI)               | Gold                                                                   | 25.000    |
| Kanada (MC)                  | 3× Platin                                                              | 240.000   |
| Mexiko (AMPROFON)            | 3× Gold                                                                | 90.000    |
| Neuseeland (RMNZ)            | Gold                                                                   | 7.500     |
| Polen (ZPAV)                 | 2× Platin                                                              | 40.000    |
| Schweden (IFPI)              | Platin                                                                 | 80.000    |
| Spanien (Promusicae)         | Platin                                                                 | 40.000    |
| Vereinigte Staaten (RIAA)    | 2× Platin                                                              | 2.000.000 |
| Vereinigtes Königreich (BPI) | Platin                                                                 | 600.000   |
| Insgesamt                    | 7× Gold · 15× Platin · 1× Diamant ·                                    | 4.012.500 |

### Me Too
| Land/Region                  | Auszeichnungen für Musikverkäufe (Land/Region, Auszeichnung, Verkäufe) | Verkäufe  |
| ---------------------------- | ---------------------------------------------------------------------- | --------- |
| Australien (ARIA)            | 6× Platin                                                              | 420.000   |
| Brasilien (PMB)              | 2× Platin                                                              | 120.000   |
| Dänemark (IFPI)              | Gold                                                                   | 45.000    |
| Deutschland (BVMI)           | Gold                                                                   | 200.000   |
| Frankreich (SNEP)            | Gold                                                                   | 100.000   |
| Kanada (MC)                  | 6× Platin                                                              | 480.000   |
| Mexiko (AMPROFON)            | 3× Gold                                                                | 90.000    |
| Neuseeland (RMNZ)            | Platin                                                                 | 30.000    |
| Polen (ZPAV)                 | Platin                                                                 | 50.000    |
| Schweden (IFPI)              | Gold                                                                   | 40.000    |
| Spanien (Promusicae)         | Gold                                                                   | 30.000    |
| Vereinigte Staaten (RIAA)    | 3× Platin                                                              | 3.000.000 |
| Vereinigtes Königreich (BPI) | Gold                                                                   | 400.000   |
| Insgesamt                    | 7× Gold · 20× Platin ·                                                 | 5.005.000 |

### I’m a Lady
| Land/Region       | Auszeichnungen für Musikverkäufe (Land/Region, Auszeichnung, Verkäufe) | Verkäufe |
| ----------------- | ---------------------------------------------------------------------- | -------- |
| Australien (ARIA) | Gold                                                                   | 35.000   |
| Insgesamt         | 1× Gold ·                                                              | 35.000   |

### No Excuses
| Land/Region                  | Auszeichnungen für Musikverkäufe (Land/Region, Auszeichnung, Verkäufe) | Verkäufe  |
| ---------------------------- | ---------------------------------------------------------------------- | --------- |
| Australien (ARIA)            | Platin                                                                 | 70.000    |
| Brasilien (PMB)              | Gold                                                                   | 20.000    |
| Kanada (MC)                  | Platin                                                                 | 80.000    |
| Vereinigte Staaten (RIAA)    | Platin                                                                 | 1.000.000 |
| Vereinigtes Königreich (BPI) | Silber                                                                 | 200.000   |
| Insgesamt                    | 1× Silber · 1× Gold · 3× Platin ·                                      | 1.370.000 |

### Just Got Paid
| Land/Region                  | Auszeichnungen für Musikverkäufe (Land/Region, Auszeichnung, Verkäufe) | Verkäufe |
| ---------------------------- | ---------------------------------------------------------------------- | -------- |
| Australien (ARIA)            | Gold                                                                   | 35.000   |
| Brasilien (PMB)              | Gold                                                                   | 20.000   |
| Kanada (MC)                  | Platin                                                                 | 80.000   |
| Neuseeland (RMNZ)            | Gold                                                                   | 15.000   |
| Polen (ZPAV)                 | Gold                                                                   | 10.000   |
| Vereinigtes Königreich (BPI) | Platin                                                                 | 600.000  |
| Insgesamt                    | 4× Gold · 2× Platin ·                                                  | 760.000  |

### Hey DJ (Remix)
| Land/Region          | Auszeichnungen für Musikverkäufe (Land/Region, Auszeichnung, Verkäufe) | Verkäufe |
| -------------------- | ---------------------------------------------------------------------- | -------- |
| Brasilien (PMB)      | Gold                                                                   | 20.000   |
| Frankreich (SNEP)    | Platin                                                                 | 200.000  |
| Italien (FIMI)       | Gold                                                                   | 25.000   |
| Portugal (AFP)       | Platin                                                                 | 10.000   |
| Spanien (Promusicae) | Gold                                                                   | 30.000   |
| Insgesamt            | 3× Gold · 2× Platin ·                                                  | 285.000  |

### Made You Look
| Land/Region                  | Auszeichnungen für Musikverkäufe (Land/Region, Auszeichnung, Verkäufe) | Verkäufe  |
| ---------------------------- | ---------------------------------------------------------------------- | --------- |
| Australien (ARIA)            | 3× Platin                                                              | 210.000   |
| Belgien (BRMA)               | Gold                                                                   | 20.000    |
| Brasilien (PMB)              | Diamant                                                                | 160.000   |
| Dänemark (IFPI)              | Platin                                                                 | 90.000    |
| Frankreich (SNEP)            | Gold                                                                   | 100.000   |
| Italien (FIMI)               | Platin                                                                 | 100.000   |
| Kanada (MC)                  | 4× Platin                                                              | 320.000   |
| Neuseeland (RMNZ)            | Platin                                                                 | 30.000    |
| Norwegen (IFPI)              | Platin                                                                 | 60.000    |
| Österreich (IFPI)            | Platin                                                                 | 30.000    |
| Polen (ZPAV)                 | Platin                                                                 | 50.000    |
| Portugal (AFP)               | Gold                                                                   | 5.000     |
| Schweden (IFPI)              | Gold                                                                   | 40.000    |
| Schweiz (IFPI)               | Platin                                                                 | 20.000    |
| Spanien (Promusicae)         | Platin                                                                 | 80.000    |
| Ungarn (MAHASZ)              | 2× Platin                                                              | 8.000     |
| Vereinigtes Königreich (BPI) | Platin                                                                 | 600.000   |
| Insgesamt                    | 4× Gold · 18× Platin · 1× Diamant ·                                    | 1.903.000 |

### Mother
| Land/Region                  | Auszeichnungen für Musikverkäufe (Land/Region, Auszeichnung, Verkäufe) | Verkäufe |
| ---------------------------- | ---------------------------------------------------------------------- | -------- |
| Kanada (MC)                  | Gold                                                                   | 40.000   |
| Vereinigtes Königreich (BPI) | Silber                                                                 | 200.000  |
| Insgesamt                    | 1× Silber · 1× Gold ·                                                  | 240.000  |

## Auszeichnungen nach Liedern

### Title
| Land/Region               | Auszeichnungen für Musikverkäufe (Land/Region, Auszeichnung, Verkäufe) | Verkäufe |
| ------------------------- | ---------------------------------------------------------------------- | -------- |
| Australien (ARIA)         | Platin                                                                 | 70.000   |
| Kanada (MC)               | Gold                                                                   | 40.000   |
| Neuseeland (RMNZ)         | Platin                                                                 | 15.000   |
| Vereinigte Staaten (RIAA) | Gold                                                                   | 500.000  |
| Insgesamt                 | 2× Gold · 2× Platin ·                                                  | 625.000  |

### Baby, It’s Cold Outside
| Land/Region                  | Auszeichnungen für Musikverkäufe (Land/Region, Auszeichnung, Verkäufe) | Verkäufe |
| ---------------------------- | ---------------------------------------------------------------------- | -------- |
| Vereinigtes Königreich (BPI) | Silber                                                                 | 200.000  |
| Insgesamt                    | 1× Silber ·                                                            | 200.000  |

### I’ll Be Home
| Land/Region                  | Auszeichnungen für Musikverkäufe (Land/Region, Auszeichnung, Verkäufe) | Verkäufe |
| ---------------------------- | ---------------------------------------------------------------------- | -------- |
| Australien (ARIA)            | Gold                                                                   | 35.000   |
| Dänemark (IFPI)              | Platin                                                                 | 90.000   |
| Deutschland (BVMI)           | Gold                                                                   | 200.000  |
| Schweden (IFPI)              | Gold                                                                   | 40.000   |
| Vereinigtes Königreich (BPI) | Silber                                                                 | 200.000  |
| Insgesamt                    | 1× Silber · 3× Gold · 1× Platin ·                                      | 565.000  |

## Auszeichnungen nach Autorenbeteiligungen und Produktionen

### Sledgehammer (Fifth Harmony)
| Land/Region               | Auszeichnungen für Musikverkäufe (Land/Region, Auszeichnung, Verkäufe) | Verkäufe  |
| ------------------------- | ---------------------------------------------------------------------- | --------- |
| Kanada (MC)               | Gold                                                                   | 40.000    |
| Schweden (IFPI)           | Gold                                                                   | 20.000    |
| Vereinigte Staaten (RIAA) | Platin                                                                 | 1.000.000 |
| Insgesamt                 | 2× Gold · 1× Platin ·                                                  | 1.060.000 |

### Ain’t Your Mama (Jennifer Lopez)
| Land/Region                  | Auszeichnungen für Musikverkäufe (Land/Region, Auszeichnung, Verkäufe) | Verkäufe  |
| ---------------------------- | ---------------------------------------------------------------------- | --------- |
| Australien (ARIA)            | Platin                                                                 | 70.000    |
| Dänemark (IFPI)              | Platin                                                                 | 90.000    |
| Deutschland (BVMI)           | Platin                                                                 | 400.000   |
| Frankreich (SNEP)            | Diamant                                                                | 233.333   |
| Italien (FIMI)               | 2× Platin                                                              | 100.000   |
| Mexiko (AMPROFON)            | Platin                                                                 | 60.000    |
| Österreich (IFPI)            | Gold                                                                   | 15.000    |
| Polen (ZPAV)                 | Diamant                                                                | 100.000   |
| Portugal (AFP)               | Platin                                                                 | 10.000    |
| Spanien (Promusicae)         | 3× Platin                                                              | 120.000   |
| Vereinigte Staaten (RIAA)    | Gold                                                                   | 500.000   |
| Vereinigtes Königreich (BPI) | Silber                                                                 | 200.000   |
| Insgesamt                    | 1× Silber · 2× Gold · 10× Platin · 2× Diamant ·                        | 1.888.333 |

## Auszeichnungen nach Musikstreamings

### All About That Bass
| Land/Region          | Auszeichnungen für Musikverkäufe (Land/Region, Auszeichnung, Verkäufe) | Verkäufe   |
| -------------------- | ---------------------------------------------------------------------- | ---------- |
| Dänemark (IFPI)      | Platin                                                                 | 2.600.000  |
| Spanien (Promusicae) | Platin                                                                 | 8.000.000  |
| Insgesamt            | 2× Platin ·                                                            | 10.600.000 |

## Statistik und Quellen
| Land/RegionAuszeichnungen für Musikverkäufe (Land/Region, Auszeichnungen, Verkäufe, Quellen) | Silber     | Gold       | Platin         | Diamant     | Verkäufe   | Quellen              |
| -------------------------------------------------------------------------------------------- | ---------- | ---------- | -------------- | ----------- | ---------- | -------------------- |
| Australien (ARIA)                                                                            | —          | 4× Gold4   | 56× Platin56   | —           | 4.060.000  | aria.com.au          |
| Belgien (BRMA)                                                                               | —          | 3× Gold3   | Platin1        | —           | 80.000     | ultratop.be          |
| Brasilien (PMB)                                                                              | —          | 5× Gold5   | 10× Platin10   | 6× Diamant6 | 2.070.000  | pro-musicabr.org.br  |
| Dänemark (IFPI)                                                                              | —          | 6× Gold6   | 11× Platin11   | —           | 915.000    | ifpi.dk              |
| Deutschland (BVMI)                                                                           | —          | 7× Gold7   | 3× Platin3     | —           | 2.500.000  | musikindustrie.de    |
| Frankreich (SNEP)                                                                            | —          | 3× Gold3   | Platin1        | Diamant1    | 855.133    | snepmusique.com      |
| Italien (FIMI)                                                                               | —          | 4× Gold4   | 8× Platin8     | —           | 550.000    | fimi.it              |
| Kanada (MC)                                                                                  | —          | 3× Gold3   | 41× Platin41   | —           | 3.400.000  | musiccanada.com      |
| Mexiko (AMPROFON)                                                                            | —          | 4× Gold4   | 13× Platin13   | —           | 900.000    | amprofon.com.mx      |
| Neuseeland (RMNZ)                                                                            | —          | 4× Gold4   | 28× Platin28   | —           | 682.500    | radioscope.co.nz NZ2 |
| Niederlande (NVPI)                                                                           | —          | Gold1      | —              | —           | 20.000     | nvpi.nl              |
| Norwegen (IFPI)                                                                              | —          | —          | 5× Platin5     | —           | 220.000    | ifpi.no              |
| Österreich (IFPI)                                                                            | —          | 2× Gold2   | 2× Platin2     | —           | 90.000     | ifpi.at              |
| Polen (ZPAV)                                                                                 | —          | 3× Gold3   | 9× Platin9     | Diamant1    | 390.000    | olis.pl              |
| Portugal (AFP)                                                                               | —          | 2× Gold2   | 2× Platin2     | —           | 30.000     | Einzelnachweise      |
| Schweden (IFPI)                                                                              | —          | 5× Gold5   | 13× Platin13   | —           | 1.040.000  | sverigetopplistan.se |
| Schweiz (IFPI)                                                                               | —          | —          | 3× Platin3     | —           | 80.000     | hitparade.ch         |
| Spanien (Promusicae)                                                                         | —          | 4× Gold4   | 10× Platin10   | —           | 490.000    | elportaldemusica.es  |
| Südafrika (RISA)                                                                             | —          | Gold1      | —              | —           | 10.000     | Einzelnachweise      |
| Ungarn (MAHASZ)                                                                              | —          | —          | 2× Platin2     | —           | 8.000      | slagerlistak.hu      |
| Vereinigte Staaten (RIAA)                                                                    | —          | Gold1      | 27× Platin27   | Diamant1    | 38.149.000 | riaa.com             |
| Vereinigtes Königreich (BPI)                                                                 | 6× Silber6 | 2× Gold2   | 12× Platin12   | —           | 8.760.000  | bpi.co.uk            |
| Insgesamt                                                                                    | 6× Silber6 | 64× Gold64 | 257× Platin257 | 9× Diamant9 |            |                      |